# Modesto Manifesto
Als Modesto Manifesto bezeichnet man den freiwilligen Verhaltenskodex, den sich US-amerikanische Evangelikale im Umfeld von Billy Graham auferlegten.

## Entstehung
Im November 1948, während einer Evangelisationsveranstaltung in Modesto, analysierte der US-amerikanische Erweckungsprediger Billy Graham mit einigen seiner engsten Mitarbeiter die Schlappen und Schwierigkeiten, die andere Evangelisten bei ihrer Tätigkeit erlitten hatten. Zu den Mitarbeitern zählten George Beverly Shea, Cliff Barrows und Grady Wilson. Ziel war die Entwicklung einer Strategie zur Vermeidung ähnlicher Schwierigkeiten. Die Anwesenden verständigten sich auf eine Reihe von Grundsätzen, die seitdem unter Evangelikalen als Modesto Manifesto bezeichnet werden.

## Grundsätze
Die Teilnehmer einigten sich in einer mündlichen Abmachung darauf, als Mitarbeiter der Billy Graham Evangelistic Association ihren Lebensunterhalt ausschließlich mittels der vereinbarten Gehälter zu bestreiten und keinerlei persönliche Spenden oder Zuwendungen anzunehmen. Darüber hinaus sollten sie sich bemühen, jedem Anschein sexueller Ungehörigkeit entgegenzuwirken, indem sie darauf verzichteten, Essenseinladungen, vertrauliche Gespräche oder Autofahrten mit Frauen alleine anzunehmen, außer mit der eigenen Ehefrau. Zudem verpflichteten sich die Teilnehmer darauf, verlässliche Besucherzahlen ihrer Veranstaltungen zu veröffentlichen und keine Kritik an örtlichen Kirchen und Geistlichen zu üben.